# Бобош (Бакау)
Бобош (рум. Boboș) насеље је у Румунији у округу Бакау у општини Деалу Мориј. Oпштина се налази на надморској висини од 234 m.

## Становништво
Према подацима из 2011. године у насељу је живело 4 становника.